# ルートク島
ルートク島 (Rootok Island、Aektok, Aiaktak, Ouektock, Aiaiepta, Veniaminof, or Goloi (alt: Goly; ロシア語: родила – "bare")はアメリカ合衆国アラスカ州アリューシャン列島フォックス諸島クレニッツァン諸島を構成する一つの島である。

## 地理
無人島で長さ6.3キロメートル (3.9 mi)、幅6.2キロメートル (3.9 mi)。

## 名前
一般的な綴りRooktokはAektokから生じたと思われる。

## 歴史
方位磁針の方向は島の北西部へ普通より最大3度ずれて観測される。1901年1月4日に灯台が建築された。